# Neuvième accord de paix en Centrafrique
 (février 2019).
Si vous disposez d'ouvrages ou d'articles de référence ou si vous connaissez des sites web de qualité traitant du thème abordé ici, merci de compléter l'article en donnant les références utiles à sa vérifiabilité et en les liant à la section « Notes et références ».
Le Neuvième accord de paix en Centrafrique aussi appelé Pacte Républicain pour la paix, la réconciliation nationale et la reconstruction en République Centrafricaine est un accord de paix signé le 11 mai 2015 à Bangui lors du Forum National de Bangui (en) entre le gouvernement de transition dirigé par Catherine Samba Panza, les principaux partis politiques du pays et 10 groupes armés.